# Unimills
Unimills is een Nederlands bedrijf dat plantaardige olie produceert en raffineert. Het is gevestigd aan de Lindtsedijk te Zwijndrecht.

## Geschiedenis
In 1912 vestigde Van den Bergh's Zeepfabrieken aan de Lindtsedijk, en in 1914 volgde Jurgen's Olie- en Veekoekenfabrieken.
In 1927 werd de: N.V. Maatschappij der Vereenigde Oliefabrieken' (MVO) opgericht, waarin de activiteiten op het terrein van plantaardige olie van de voormalige concurrenten Anton Jurgens en Samuel van den Bergh werden gebundeld. In hetzelfde jaar kwam de Margarine Unie van de grond. Toen in 1929 het Unilever-concern werd gevormd, maakte MVO hier onderdeel van uit. Aanvankelijk verwerkte men vooral kopra en sojabonen.
Tussen 1965 en 1980 vonden veel investeringen plaats en werd de fabriek verregaand geautomatiseerd. In 1970 werd de naam Unimills ingevoerd. Als zodanig groeide Unimills in de jaren 90 van de 20e eeuw uit tot een belangrijke raffinaderij voor plantaardige oliën.
In 2001 werd Unimills overgenomen door het Maleisische bedrijf Golden Hope Plantations Berhad en ging het deel uitmaken van de Golden Hope Group. Vervolgens fuseerde Golden Hope in 2007 met het eveneens Maleisische Sime Darby. In oktober 2010 werd de naam van Unimills veranderd in Sime Darby Unimills BV.

## Producten
Unimills levert plantaardige vetten voor de productie van kalvermelkvervangers, bakkerijwaren, voedingswaren, margarine, kaarsen en zeep. Ook wordt lecithine geproduceerd.